# Bitka za Zrin
Bitka za Zrin se vodila za vrijeme Drugog svjetskog rata u noći 9. na 10. septembar 1943. između vojnih snaga NDH i partizana.

## Događaji prije bitke
Nakon proglašenja NDH 1941. godine mjesto Zrin na Baniji, naseljeno pretežno Hrvatima, pružilo je punu podršku novoj državi. S druge strane okolna većinski srpska mjesta prihvatila su partizanski pokret, koji je na području Siska digao ustanak 22. juna 1941. godine. Tokom 1941. i 1942. godine ustaške snage na Baniji vrše veliki broj zločina protiv srpskog stanovništva, što dovodi do njihovog masovnog odlaska u partizane i oslobađanja cijele Banije s izuzetkom Zrina, koji postaje zloglasno ustaško uporište. Tri partizanska pokušaja da se zauzme Zrin tokom 1941. i 1942. propadaju tako da u kasno ljeto 1943. godine glavni štab NOV i PO Hrvatske donosi odluku da se napokon likvidira to uporište.

## Vojne snage
Zadatak za osvajanje Zrina je dobila partizanska Unska operativna grupa, koja određuje da u borbi učestvuje 1. brigada pojačana s artiljerijskim bataljonom 7. divizije NOVJ. Ratni plan je bio da tri bataljona 1. brigade osvoje Zrin, dok bi 2. i 7. brigada blokirala dolazak pojačanja neprijatelju.
Glavni borbeni položaj ustaških snaga je bila stara tvrđava u Zrinu, koji je branilo 150 lokalnih ustaša zajedno s vodom ustaške satnije (čete) iz Dvora, tako da je branitelja sveukupno bilo 180. Oni su bili naoružani puškama i manjim brojem puškomitraljeza.

## Bitka
Parizanski napad je počeo 9. septembra 1943. u 17:00 časova i to tako da je 1. bataljon napao sa sjevera u smjeru stare tvrđave, 2. bataljon s juga prema samom selu, dok je 3. bataljon dobio zadatak da spriječi povlačenje ustaša. Uz pomoć topova i minobacača, nakon 4 sata borbe, partizanske snage su zauzele tvrđavu i dio sela, a ostatak ustaških snaga se pokušao probiti iz obruča. U očajničkom napadu oni su se uspjeli probiti kroz liniju fronta koju je držao 1. bataljon, zauzeti Rogulje i pobjeći prema Kostajnici.
Na bojnom polju ostalo je 85 poginulih ustaša i 54 partizana izbačenih iz stroja (14 poginulih i 40 ranjenih).

## Nakon bitke
Civili iz Zrina koji su preživjeli bitku ubrzo su nakon partizanskog osvajanja bili prognani, a glavni štab NOV i PO Hrvatske je 20. avgusta 1944. odobrio da se mjesto spali. Po završetku Drugog svjetskog rata, 7. februara 1946. kotarski sud u Dvoru na Uni donosi kontroverznu odluku da se konfiskuje „celokupna imovina pokretna i nepokretna svih stanovnika mjesta Zrin narodnih neprijatelja i to bez obzira gdje se takova nalazi imovina”. Svi civilni stanovnici Zrina, bez obzira na stvarnu krivicu ili nevinost, nakon te odluke zajedno s drugim poratnim kolonistima preseljeni su na područje s kojeg su nakon rata protjerani stanovnici njemačke nacionalnosti - folksdojčeri.

## Sadašnjost
U savremenoj Hrvatskoj postoji tendencija da se ustaše iz Zrina predstavljaju nevinim žrtvama, hrvatskim mučenicima koji su poginuli od partizanskih zločinaca. Dio priče o zloglasnom ustaškom uporištu se najčešće "zaboravlja".
Bez obzira na to, 2009. godine dolazi do sudske presude na karlovačkom sudu gdje je kći Ivana Petraka, ustaše iz Zrina, zahtijevala poništenje presude Ozne iz 1946. godine po kojoj je njen otac kao ratni zločinac bio osuđen na smrt streljanjem. Sud je 5. maja 2009. odbio zahtjev za revizijom presude s objašnjenjem da je ona nemoguća u slučajevima presuda za ratne zločine.